# Bella Vista (quartier)
Pour les articles homonymes, voir Bella Vista.
Bella Vista est un quartier (barrio) de Montevideo en Uruguay. Il est concomitant aux quartiers Capurro y Prado (au nord), Reducto (à l'est) et Arroyo Seco (au sud).

## Emplacement
Bella Vista borde la baie de Montevideo au sud-ouest. Il partage ses autres frontières avec Capurro au nord-ouest, Prado au nord, Reducto à l'est, Aguada et le port de Montevideo (qui appartient à la Ciudad Vieja ) au sud. La partie sud de Bella Vista est également connue sous le nom d'Arroyo Seco.

## Histoire
Bien qu'il y ait quelques villas dans cette zone avant les années 1840, parmi lesquelles la résidence de Joaquín Suárez, c'est Francisco Farías qui commence à vendre aux enchères des terrains à bâtir à partir de 1842. À l'époque, Bella Vista est réputée offrir une vue des plus panoramiques sur la baie et la ville, d'où son nom. En 1869, une gare ferroviaire est inaugurée, remplacée en 1873 par la Estación Central General Artigas à Aguada.

## Rues principales et places

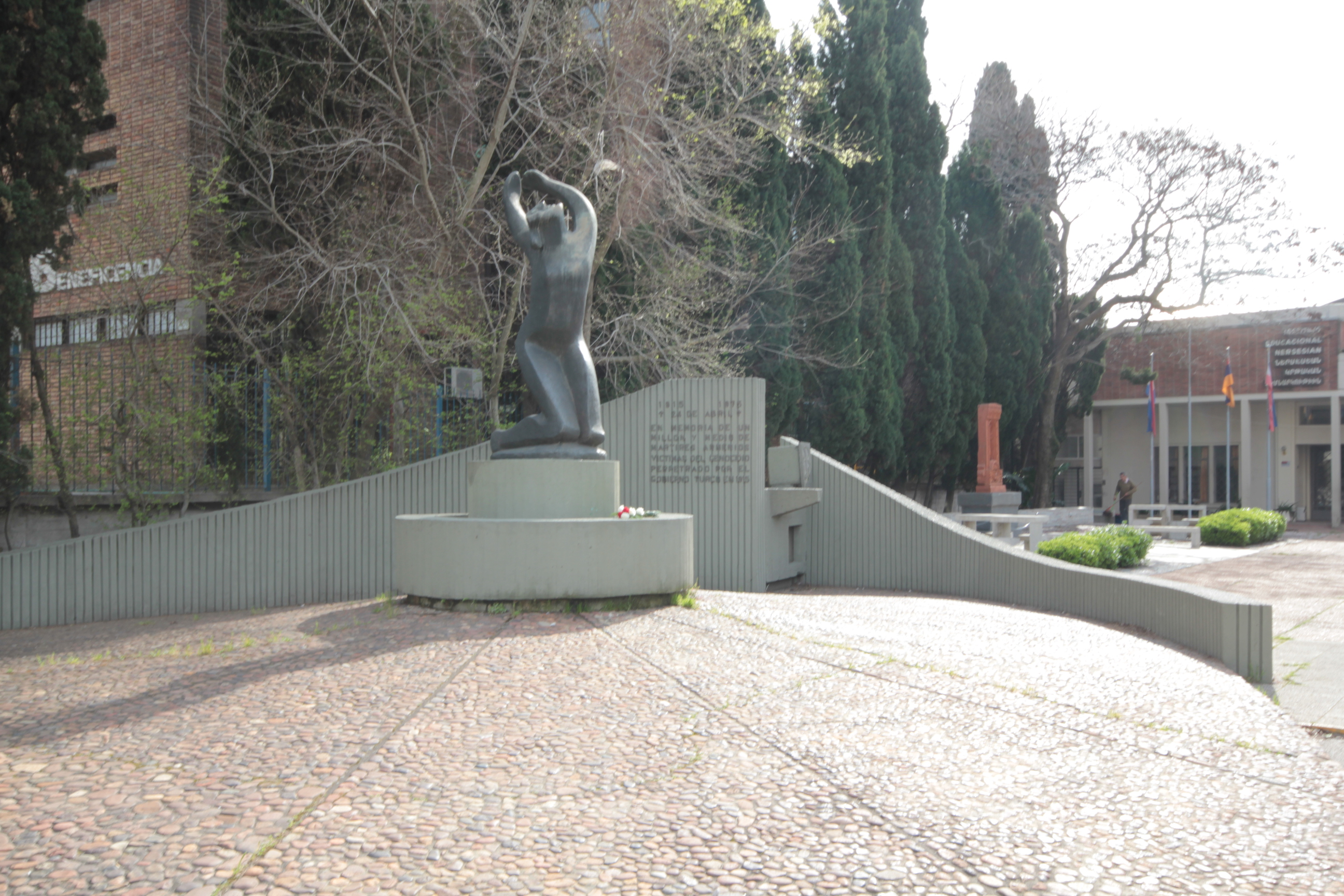
Mémorial du génocide arménien à Montevideo (sculpture de Nerses Ounanian).

Les rues principales de Bella Vista sont l'avenue Agraciada, l'avenue Joaquín Suárez et la rambla Balthasar Brum, qui longe la côte. 
Ses deux places principales sont la Plaza San Martín, dédiée au héros de l'indépendance argentine, et la Plaza Joaquín Suárez, dédiée à l'homme politique et deux fois président de la République. Sa statue, sur le bord sud de la place, marque le début de l'avenue homonyme.